# Coccygodes pictipennis
Coccygodes pictipennis là một loài tò vò trong họ Ichneumonidae.